# 1190
Portal Geschichte | Portal Biografien | Aktuelle Ereignisse | Jahreskalender | Tagesartikel

◄ |
11. Jahrhundert |
12. Jahrhundert
| 13. Jahrhundert | ►

◄ |
1160er |
1170er |
1180er |
1190er
| 1200er | 1210er | 1220er | ►

◄◄ |
◄ |
1186 |
1187 |
1188 |
1189 |
1190
| 1191 | 1192 | 1193 | 1194 | ► | ►►
Staatsoberhäupter  · Nekrolog
| Januar | Januar | Januar | Januar | Januar | Januar | Januar | Januar |
| Kw     | Mo     | Di     | Mi     | Do     | Fr     | Sa     | So     |
| ------ | ------ | ------ | ------ | ------ | ------ | ------ | ------ |
| 1      | 1      | 2      | 3      | 4      | 5      | 6      | 7      |
| 2      | 8      | 9      | 10     | 11     | 12     | 13     | 14     |
| 3      | 15     | 16     | 17     | 18     | 19     | 20     | 21     |
| 4      | 22     | 23     | 24     | 25     | 26     | 27     | 28     |
| 5      | 29     | 30     | 31     |        |        |        |        |

| Februar | Februar | Februar | Februar | Februar | Februar | Februar | Februar |
| Kw      | Mo      | Di      | Mi      | Do      | Fr      | Sa      | So      |
| ------- | ------- | ------- | ------- | ------- | ------- | ------- | ------- |
| 5       |         |         |         | 1       | 2       | 3       | 4       |
| 6       | 5       | 6       | 7       | 8       | 9       | 10      | 11      |
| 7       | 12      | 13      | 14      | 15      | 16      | 17      | 18      |
| 8       | 19      | 20      | 21      | 22      | 23      | 24      | 25      |
| 9       | 26      | 27      | 28      |         |         |         |         |

| März | März | März | März | März | März | März | März |
| Kw   | Mo   | Di   | Mi   | Do   | Fr   | Sa   | So   |
| ---- | ---- | ---- | ---- | ---- | ---- | ---- | ---- |
| 9    |      |      |      | 1    | 2    | 3    | 4    |
| 10   | 5    | 6    | 7    | 8    | 9    | 10   | 11   |
| 11   | 12   | 13   | 14   | 15   | 16   | 17   | 18   |
| 12   | 19   | 20   | 21   | 22   | 23   | 24   | 25   |
| 13   | 26   | 27   | 28   | 29   | 30   | 31   |      |

| April | April | April | April | April | April | April | April |
| Kw    | Mo    | Di    | Mi    | Do    | Fr    | Sa    | So    |
| ----- | ----- | ----- | ----- | ----- | ----- | ----- | ----- |
| 13    |       |       |       |       |       |       | 1     |
| 14    | 2     | 3     | 4     | 5     | 6     | 7     | 8     |
| 15    | 9     | 10    | 11    | 12    | 13    | 14    | 15    |
| 16    | 16    | 17    | 18    | 19    | 20    | 21    | 22    |
| 17    | 23    | 24    | 25    | 26    | 27    | 28    | 29    |
| 18    | 30    |       |       |       |       |       |       |

| Mai | Mai | Mai | Mai | Mai | Mai | Mai | Mai |
| Kw  | Mo  | Di  | Mi  | Do  | Fr  | Sa  | So  |
| --- | --- | --- | --- | --- | --- | --- | --- |
| 18  |     | 1   | 2   | 3   | 4   | 5   | 6   |
| 19  | 7   | 8   | 9   | 10  | 11  | 12  | 13  |
| 20  | 14  | 15  | 16  | 17  | 18  | 19  | 20  |
| 21  | 21  | 22  | 23  | 24  | 25  | 26  | 27  |
| 22  | 28  | 29  | 30  | 31  |     |     |     |

| Juni | Juni | Juni | Juni | Juni | Juni | Juni | Juni |
| Kw   | Mo   | Di   | Mi   | Do   | Fr   | Sa   | So   |
| ---- | ---- | ---- | ---- | ---- | ---- | ---- | ---- |
| 22   |      |      |      |      | 1    | 2    | 3    |
| 23   | 4    | 5    | 6    | 7    | 8    | 9    | 10   |
| 24   | 11   | 12   | 13   | 14   | 15   | 16   | 17   |
| 25   | 18   | 19   | 20   | 21   | 22   | 23   | 24   |
| 26   | 25   | 26   | 27   | 28   | 29   | 30   |      |

| Juli | Juli | Juli | Juli | Juli | Juli | Juli | Juli |
| Kw   | Mo   | Di   | Mi   | Do   | Fr   | Sa   | So   |
| ---- | ---- | ---- | ---- | ---- | ---- | ---- | ---- |
| 26   |      |      |      |      |      |      | 1    |
| 27   | 2    | 3    | 4    | 5    | 6    | 7    | 8    |
| 28   | 9    | 10   | 11   | 12   | 13   | 14   | 15   |
| 29   | 16   | 17   | 18   | 19   | 20   | 21   | 22   |
| 30   | 23   | 24   | 25   | 26   | 27   | 28   | 29   |
| 31   | 30   | 31   |      |      |      |      |      |

| August | August | August | August | August | August | August | August |
| Kw     | Mo     | Di     | Mi     | Do     | Fr     | Sa     | So     |
| ------ | ------ | ------ | ------ | ------ | ------ | ------ | ------ |
| 31     |        |        | 1      | 2      | 3      | 4      | 5      |
| 32     | 6      | 7      | 8      | 9      | 10     | 11     | 12     |
| 33     | 13     | 14     | 15     | 16     | 17     | 18     | 19     |
| 34     | 20     | 21     | 22     | 23     | 24     | 25     | 26     |
| 35     | 27     | 28     | 29     | 30     | 31     |        |        |

| September | September | September | September | September | September | September | September |
| Kw        | Mo        | Di        | Mi        | Do        | Fr        | Sa        | So        |
| --------- | --------- | --------- | --------- | --------- | --------- | --------- | --------- |
| 35        |           |           |           |           |           | 1         | 2         |
| 36        | 3         | 4         | 5         | 6         | 7         | 8         | 9         |
| 37        | 10        | 11        | 12        | 13        | 14        | 15        | 16        |
| 38        | 17        | 18        | 19        | 20        | 21        | 22        | 23        |
| 39        | 24        | 25        | 26        | 27        | 28        | 29        | 30        |

| Oktober | Oktober | Oktober | Oktober | Oktober | Oktober | Oktober | Oktober |
| Kw      | Mo      | Di      | Mi      | Do      | Fr      | Sa      | So      |
| ------- | ------- | ------- | ------- | ------- | ------- | ------- | ------- |
| 40      | 1       | 2       | 3       | 4       | 5       | 6       | 7       |
| 41      | 8       | 9       | 10      | 11      | 12      | 13      | 14      |
| 42      | 15      | 16      | 17      | 18      | 19      | 20      | 21      |
| 43      | 22      | 23      | 24      | 25      | 26      | 27      | 28      |
| 44      | 29      | 30      | 31      |         |         |         |         |

| November | November | November | November | November | November | November | November |
| Kw       | Mo       | Di       | Mi       | Do       | Fr       | Sa       | So       |
| -------- | -------- | -------- | -------- | -------- | -------- | -------- | -------- |
| 44       |          |          |          | 1        | 2        | 3        | 4        |
| 45       | 5        | 6        | 7        | 8        | 9        | 10       | 11       |
| 46       | 12       | 13       | 14       | 15       | 16       | 17       | 18       |
| 47       | 19       | 20       | 21       | 22       | 23       | 24       | 25       |
| 48       | 26       | 27       | 28       | 29       | 30       |          |          |

| Dezember | Dezember | Dezember | Dezember | Dezember | Dezember | Dezember | Dezember |
| Kw       | Mo       | Di       | Mi       | Do       | Fr       | Sa       | So       |
| -------- | -------- | -------- | -------- | -------- | -------- | -------- | -------- |
| 48       |          |          |          |          |          | 1        | 2        |
| 49       | 3        | 4        | 5        | 6        | 7        | 8        | 9        |
| 50       | 10       | 11       | 12       | 13       | 14       | 15       | 16       |
| 51       | 17       | 18       | 19       | 20       | 21       | 22       | 23       |
| 52       | 24       | 25       | 26       | 27       | 28       | 29       | 30       |
| 1        | 31       |          |          |          |          |          |          |

| Januar | Januar | Januar | Januar | Januar | Januar | Januar | Januar |
| Kw     | Mo     | Di     | Mi     | Do     | Fr     | Sa     | So     |
| ------ | ------ | ------ | ------ | ------ | ------ | ------ | ------ |
| 1      | 1      | 2      | 3      | 4      | 5      | 6      | 7      |
| 2      | 8      | 9      | 10     | 11     | 12     | 13     | 14     |
| 3      | 15     | 16     | 17     | 18     | 19     | 20     | 21     |
| 4      | 22     | 23     | 24     | 25     | 26     | 27     | 28     |
| 5      | 29     | 30     | 31     |        |        |        |        |

| Februar | Februar | Februar | Februar | Februar | Februar | Februar | Februar |
| Kw      | Mo      | Di      | Mi      | Do      | Fr      | Sa      | So      |
| ------- | ------- | ------- | ------- | ------- | ------- | ------- | ------- |
| 5       |         |         |         | 1       | 2       | 3       | 4       |
| 6       | 5       | 6       | 7       | 8       | 9       | 10      | 11      |
| 7       | 12      | 13      | 14      | 15      | 16      | 17      | 18      |
| 8       | 19      | 20      | 21      | 22      | 23      | 24      | 25      |
| 9       | 26      | 27      | 28      |         |         |         |         |

| März | März | März | März | März | März | März | März |
| Kw   | Mo   | Di   | Mi   | Do   | Fr   | Sa   | So   |
| ---- | ---- | ---- | ---- | ---- | ---- | ---- | ---- |
| 9    |      |      |      | 1    | 2    | 3    | 4    |
| 10   | 5    | 6    | 7    | 8    | 9    | 10   | 11   |
| 11   | 12   | 13   | 14   | 15   | 16   | 17   | 18   |
| 12   | 19   | 20   | 21   | 22   | 23   | 24   | 25   |
| 13   | 26   | 27   | 28   | 29   | 30   | 31   |      |

| April | April | April | April | April | April | April | April |
| Kw    | Mo    | Di    | Mi    | Do    | Fr    | Sa    | So    |
| ----- | ----- | ----- | ----- | ----- | ----- | ----- | ----- |
| 13    |       |       |       |       |       |       | 1     |
| 14    | 2     | 3     | 4     | 5     | 6     | 7     | 8     |
| 15    | 9     | 10    | 11    | 12    | 13    | 14    | 15    |
| 16    | 16    | 17    | 18    | 19    | 20    | 21    | 22    |
| 17    | 23    | 24    | 25    | 26    | 27    | 28    | 29    |
| 18    | 30    |       |       |       |       |       |       |

| Mai | Mai | Mai | Mai | Mai | Mai | Mai | Mai |
| Kw  | Mo  | Di  | Mi  | Do  | Fr  | Sa  | So  |
| --- | --- | --- | --- | --- | --- | --- | --- |
| 18  |     | 1   | 2   | 3   | 4   | 5   | 6   |
| 19  | 7   | 8   | 9   | 10  | 11  | 12  | 13  |
| 20  | 14  | 15  | 16  | 17  | 18  | 19  | 20  |
| 21  | 21  | 22  | 23  | 24  | 25  | 26  | 27  |
| 22  | 28  | 29  | 30  | 31  |     |     |     |

| Juni | Juni | Juni | Juni | Juni | Juni | Juni | Juni |
| Kw   | Mo   | Di   | Mi   | Do   | Fr   | Sa   | So   |
| ---- | ---- | ---- | ---- | ---- | ---- | ---- | ---- |
| 22   |      |      |      |      | 1    | 2    | 3    |
| 23   | 4    | 5    | 6    | 7    | 8    | 9    | 10   |
| 24   | 11   | 12   | 13   | 14   | 15   | 16   | 17   |
| 25   | 18   | 19   | 20   | 21   | 22   | 23   | 24   |
| 26   | 25   | 26   | 27   | 28   | 29   | 30   |      |

| Juli | Juli | Juli | Juli | Juli | Juli | Juli | Juli |
| Kw   | Mo   | Di   | Mi   | Do   | Fr   | Sa   | So   |
| ---- | ---- | ---- | ---- | ---- | ---- | ---- | ---- |
| 26   |      |      |      |      |      |      | 1    |
| 27   | 2    | 3    | 4    | 5    | 6    | 7    | 8    |
| 28   | 9    | 10   | 11   | 12   | 13   | 14   | 15   |
| 29   | 16   | 17   | 18   | 19   | 20   | 21   | 22   |
| 30   | 23   | 24   | 25   | 26   | 27   | 28   | 29   |
| 31   | 30   | 31   |      |      |      |      |      |

| August | August | August | August | August | August | August | August |
| Kw     | Mo     | Di     | Mi     | Do     | Fr     | Sa     | So     |
| ------ | ------ | ------ | ------ | ------ | ------ | ------ | ------ |
| 31     |        |        | 1      | 2      | 3      | 4      | 5      |
| 32     | 6      | 7      | 8      | 9      | 10     | 11     | 12     |
| 33     | 13     | 14     | 15     | 16     | 17     | 18     | 19     |
| 34     | 20     | 21     | 22     | 23     | 24     | 25     | 26     |
| 35     | 27     | 28     | 29     | 30     | 31     |        |        |

| September | September | September | September | September | September | September | September |
| Kw        | Mo        | Di        | Mi        | Do        | Fr        | Sa        | So        |
| --------- | --------- | --------- | --------- | --------- | --------- | --------- | --------- |
| 35        |           |           |           |           |           | 1         | 2         |
| 36        | 3         | 4         | 5         | 6         | 7         | 8         | 9         |
| 37        | 10        | 11        | 12        | 13        | 14        | 15        | 16        |
| 38        | 17        | 18        | 19        | 20        | 21        | 22        | 23        |
| 39        | 24        | 25        | 26        | 27        | 28        | 29        | 30        |

| Oktober | Oktober | Oktober | Oktober | Oktober | Oktober | Oktober | Oktober |
| Kw      | Mo      | Di      | Mi      | Do      | Fr      | Sa      | So      |
| ------- | ------- | ------- | ------- | ------- | ------- | ------- | ------- |
| 40      | 1       | 2       | 3       | 4       | 5       | 6       | 7       |
| 41      | 8       | 9       | 10      | 11      | 12      | 13      | 14      |
| 42      | 15      | 16      | 17      | 18      | 19      | 20      | 21      |
| 43      | 22      | 23      | 24      | 25      | 26      | 27      | 28      |
| 44      | 29      | 30      | 31      |         |         |         |         |

| November | November | November | November | November | November | November | November |
| Kw       | Mo       | Di       | Mi       | Do       | Fr       | Sa       | So       |
| -------- | -------- | -------- | -------- | -------- | -------- | -------- | -------- |
| 44       |          |          |          | 1        | 2        | 3        | 4        |
| 45       | 5        | 6        | 7        | 8        | 9        | 10       | 11       |
| 46       | 12       | 13       | 14       | 15       | 16       | 17       | 18       |
| 47       | 19       | 20       | 21       | 22       | 23       | 24       | 25       |
| 48       | 26       | 27       | 28       | 29       | 30       |          |          |

| Dezember | Dezember | Dezember | Dezember | Dezember | Dezember | Dezember | Dezember |
| Kw       | Mo       | Di       | Mi       | Do       | Fr       | Sa       | So       |
| -------- | -------- | -------- | -------- | -------- | -------- | -------- | -------- |
| 48       |          |          |          |          |          | 1        | 2        |
| 49       | 3        | 4        | 5        | 6        | 7        | 8        | 9        |
| 50       | 10       | 11       | 12       | 13       | 14       | 15       | 16       |
| 51       | 17       | 18       | 19       | 20       | 21       | 22       | 23       |
| 52       | 24       | 25       | 26       | 27       | 28       | 29       | 30       |
| 1        | 31       |          |          |          |          |          |          |

## Ereignisse

### Politik und Weltgeschehen

#### Dritter Kreuzzug
- 22. April: Rainald Garnier, Graf von Sidon, übergibt nach mehrfacher Belagerung die Burg Beaufort als letzte Kreuzfahrerburg des Königreichs Jerusalem gegen freies Geleit an Saladin.

Die Levante während des Dritten Kreuzzugs

- 7. Mai: Im Dritten Kreuzzug besiegt eine Vorhut der Kreuzfahrer unter Friedrich VI. von Schwaben ein Heer der Rum-Seldschuken in der Schlacht bei Philomelion. Der Sieg der Kreuzfahrer fügt den Seldschuken die ersten schweren Verluste zu. Diese vermeiden es nunmehr, sich den Kreuzfahrern zum Nahkampf zu stellen und dezimieren das hungernde Kreuzfahrerheer auf seinem Marsch nach Iconium mit ständigen kleineren Blitzangriffen und Hinterhalten.
- 18. Mai: Der römisch-deutsche Kaiser Friedrich I. Barbarossa besiegt bei Iconium das Heer des Sultans Kiliç Arslan II. und nimmt dessen Hauptstadt Ikonion ein.
- 19. Mai: Sultan Saladin unternimmt mit seinen Truppen einen Angriff auf die christlichen Belagerer von Akkon, der erst nach acht Tagen abgewehrt werden kann. Im Laufe des Jahres schließt er die Kreuzfahrer ein, die damit selbst zu Belagerten werden. Auf beiden Seiten wird die Situation schwierig. Lebensmittel und Wasser werden knapp und die Hygiene bricht zusammen. Aufgrund der beidseits verzweifelten Situation werden nach Aufzeichnungen des arabischen Chronisten Baha ad-Din zwischen den Kampfhandlungen Freundschaften unter den Kämpfenden geschlossen, bis es wieder zu Kämpfen kommt.
- Juni: Kaiser Friedrich I. Barbarossa erreicht mit seinem Heer das verbündete Königreich Kleinarmenien, ertrinkt dort aber bei der Überquerung des Flusses Saleph am 10. Juni. Barbarossas Eingeweide werden in Tarsos beigesetzt. Das Fleisch wird entsprechend dem Verfahren des Mos teutonicus durch Kochen von den Knochen abgelöst und Anfang Juli in Antiochia beigesetzt. Seine Gebeine finden ihre Ruhestätte möglicherweise in der Kathedrale von Tyrus. Nach der Rückkehr der Kreuzfahrer entstehen die unterschiedlichsten Nachrichten über Barbarossas Tod. Bereits die Zeitgenossen wissen nicht, ob der Kaiser den Fluss schwimmend oder zu Pferde überqueren wollte, ob er allein oder in Begleitung schwamm, ob er nur ein Erfrischungsbad nehmen oder an das andere Ufer gelangen wollte, ob er überhaupt im Wasser oder erst am Ufer starb.

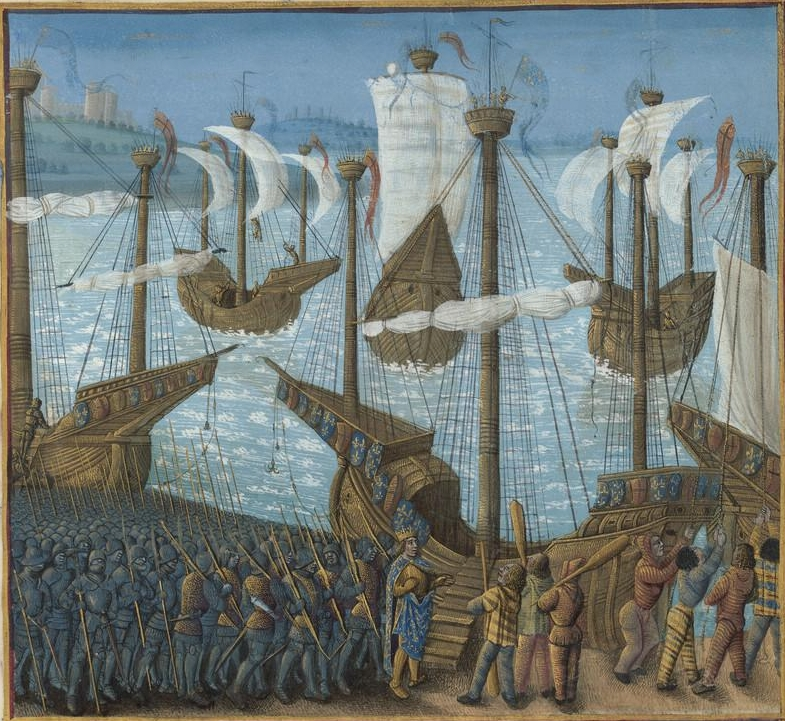
Einschiffung Philipp Augusts in Genua zum Kreuzzug (Miniatur um 1490)

- 4. Juli: Richard I. Löwenherz von England und Philipp II. August von Frankreich brechen von ihrem gemeinsamen Treffpunkt in Vézelay mit ihren Heeren auf dem Seeweg zum Dritten Kreuzzug in Richtung Palästina auf. Sie ziehen eine Weile gemeinsam, dann trennen sich die Wege der beiden Armeen. Richard zieht nach Marseille, wo er auf seine Flotte aus England/Westfrankreich trifft, die gerade die Iberische Halbinsel umsegelt hat, Philipp geht nach Genua, wo er eine genuesische Flotte angeheuert hat. Über den Seeweg erreichen beide Heere im September Sizilien, wo sie überwintern.
- Anfang Oktober: Reste des Heeres Friedrich I. Barbarossas erreichen unter dem Befehl von Barbarossas Sohn Herzog Friedrich VI. von Schwaben die belagerte Stadt Akkon. Kurz darauf landen Engländer unter Balduin von Exeter, dem Erzbischof von Canterbury.
- 4. Oktober: Richard I. Löwenherz erobert die sizilianische Stadt Messina und befreit seine Schwester Johanna, die sich seit dem Vorjahr in der Gefangenschaft des Tankred von Lecce befindet. Diesem gelingt es in der Folge, mit Richard einen für beide Seiten vorteilhaften Vertrag zu schließen.
- Während der Belagerung von Akkon stiften Lübecker und Bremer Kaufleute eine Hospitalgenossenschaft, die 1198/99 in den Deutschen Orden umgewandelt und als geistlicher Ritterorden von Papst Innozenz III. anerkannt werden wird.

#### Weitere Ereignisse in Europa
- 18. Januar: Tankred von Lecce, der im Dezember auf Betreiben von Vizekanzler Matheus von Salerno und mit Unterstützung von Papst Clemens III. zum König von Sizilien gewählt worden ist, wird von Erzbischof Walter von Palermo gekrönt.
- 16. März: In York kommen bei einem Pogrom 150 Juden im Clifford’s Tower des York Castle ums Leben.

#### Asien

Temüdschin, der spätere Dschingis Khan, Bildnis aus dem 14. Jhd.

- Temüdschin einigt die mongolischen Sippen und unterwirft andere Steppenvölker.

#### Urkundliche Ersterwähnungen
- Die Orte Affoltern am Albis, Altishofen, Angerberg, Dallenwil, Ennetbürgen und Rudolfstetten werden erstmals urkundlich erwähnt.

### Religion
- 6. Juli: Papst Clemens III. vollzieht die Heiligsprechung des 1148 verstorbenen Erzbischofs von Armagh, Malachias.
- Nach einer Befragung des Rodungsbauern Gottschalk in Holstein über seine Visionen schreiben zwei Geistliche unabhängig voneinander die Visio Godeschalci in lateinischer Sprache nieder.
- Die Zisterzienserinnenabtei La Bovera wird gegründet.

## Historische Karten und Ansichten

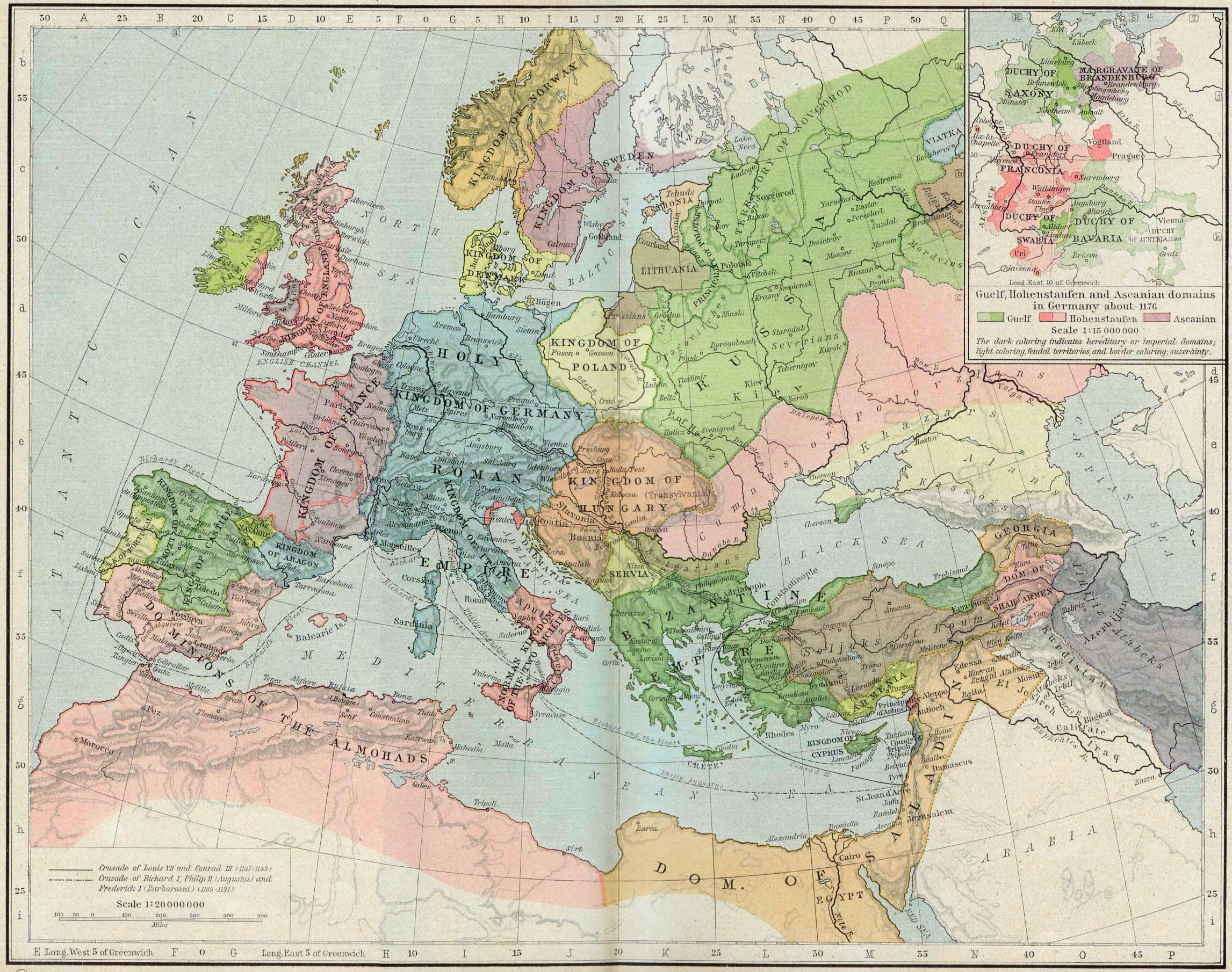
Europa und der Mittelmeerraum 1190

## Geboren

### Geburtsjahr gesichert
- Thomas Gallus,  französischer Philosoph und Scholastiker († 1246)
- Heinrich II., Graf von Bar († 1239)
- Ibn Abī l-Hadīd, islamischer Gelehrter († 1258)
- Jacoba von Settesoli, Selige der katholischen Kirche und Begleiterin von Franziskus († 1273)
- Jaroslaw II. Wsewolodowitsch, Großfürst von Wladimir († 1246)
- Johann I., Graf von Chalon-sur-Saône und Herr von Salins († 1267)
- Maria von Brabant, deutsche Kaiserin († 1260)
- Benedetto Sinigardi, italienischer Franziskaner († 1282)
- Władysław Odon, Herzog von Großpolen († 1239)

### Geboren um 1190
- Abu Muhammad ibn al-Baitar, arabischer Arzt, Botaniker und Pharmakologe († 1248)
- Ela of Salisbury, englische Adelige und Äbtissin († 1261)
- Ferchar, schottischer Adeliger († 1251)
- Gebhard II. zur Lippe, Erzbischof von Hamburg-Bremen († 1258)
- William Marshal, englischer Ritter normannischer Abstammung († 1231)

## Gestorben

### Erstes Halbjahr
- 18. Februar: Otto der Reiche, Markgraf von Meißen (* 1125)
- 12. März: Siegfried III., Graf von Lebenau

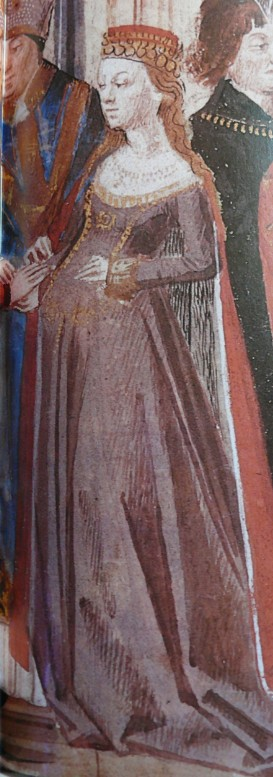
Isabella von Hennegau

- 15. März: Isabella von Hennegau, Königin von Frankreich (* 1170)
- 25. März: Heinrich I. von Hasenburg, Fürstbischof von Straßburg
- 3. Mai: William of Northolt, englischer Geistlicher
- 6. Mai: Friedrich von Hausen, deutscher Ministeriale und Minnesänger (* um 1155)
- 10. Juni: Friedrich Barbarossa, Herzog von Schwaben, König, später Kaiser des Heiligen Römischen Reiches, ein Anführer des dritten Kreuzzugs (* 1122)

### Zweites Halbjahr
- 8. Juli: Gottfried I. von Spitzenberg-Helfenstein, kaiserlicher Hofkanzler, Bischof von Regensburg und Würzburg, Teilnehmer des dritten Kreuzzugs (* 1132)
- 15. Juli: Martin von Meißen, Bischof von Meißen
- 25. Juli: Sibylle, Königin von Jerusalem (* um 1160)
- 1. August: Florens III., Graf von Holland (* um 1138)
- 11. oder 21. August: Gottfried III., Herzog von Niederlothringen, Landgraf von Brabant und Graf von Löwen
- 16. August: Dedo V. der Feiste, Markgraf der Lausitz
- 31. August: Robert de Beaumont, anglo-normannischer Adliger
- August: Gottfried IV., Herr von Joinville und Teilnehmer des dritten Kreuzzugs
- 13. September: Hermann IV., Markgraf von Baden, Titular-Markgraf von Verona und Teilnehmer des dritten Kreuzzugs (* 1135)
- 20. September: Adelog von Hildesheim, Bischof von Hildesheim
- verm. 11. Oktober: John FitzRichard, anglonormannischer Soldat und Adeliger
- 16. Oktober: Ludwig III., Landgraf von Thüringen und Teilnehmer des dritten Kreuzzugs (* 1151/52)
- 17. Oktober/19. Oktober: Heinrich I., Graf von Bar und Kreuzfahrer (* 1158)
- 21. Oktober: Ranulf de Glanville, anglonormannischer Adeliger und Justiciar von England (* um 1120)
- Oktober: Stephan I., Graf von Sancerre und Kreuzfahrer
- 3. November: Diepold von Berg, Bischof von Passau und Teilnehmer des dritten Kreuzzugs (* um 1140)
- 15. November: Dietrich II. von Montfaucon, Erzbischof von Besançon (* um 1130)
- 19. November: Balduin von Exeter, Bischof von Worcester und Erzbischof von Canterbury (* um 1125)
- 15. Dezember: Arnold, Bischof von Osnabrück und Teilnehmer des dritten Kreuzzugs

### Genaues Todesdatum unbekannt
- Richard von Arnsberg, Prämonstratenser und religiöser Autor
- Baldram von Brandenburg, Bischof von Brandenburg
- Chaqani, persischer Dichter (* 1121/22)
- Érard II., Graf von Brienne
- William de Ferrers, anglo-normannischer Adliger
- Guerricus, Erzbischof von Petra
- Guido III., Bischof von Châlons
- Jehuda ibn Tibbon, jüdischer Übersetzer (* 1120)
- Joscelin de Montoiron, Vizegraf von Châtellerault und Kreuzfahrer
- Moses Kimchi (Remak), jüdischer Grammatiker und Exeget
- Maria Komnene, Königin von Ungarn
- Raimund II., Vizegraf von Turenne und Kreuzfahrer (* 1143)
- Saigyō, japanischer Poet und Mönch (* 1118)
- Walter, Erzbischof von Palermo
- Alan de la Zouche, englischer Adliger